# Brinckerhoff
Brinckerhoff es un lugar designado por el censo ubicado en el condado de Dutchess en el estado estadounidense de Nueva York. En el año 2000 tenía una población de 2,734 habitantes y una densidad poblacional de 972.4 personas por km².

## Geografía
Brinckerhoff se encuentra ubicado en las coordenadas 41°33′1″N 73°52′10″O / 41.55028, -73.86944. Según la Oficina del Censo, la ciudad tiene un área total de 2,9 km² (1,1 mi²), de la cual 2,8 km² (1,1 mi²) es tierra y 0,1 km² (0 mi²) (2.70%) es agua.

## Demografía
Según la Oficina del Censo en 2000 los ingresos medios por hogar en la localidad eran de $65,994, y los ingresos medios por familia eran $68,030. Los hombres tenían unos ingresos medios de $55,678 frente a los $26,737 para las mujeres. La renta per cápita para la localidad era de $26,706. Alrededor del 1.3% de la población estaban por debajo del umbral de pobreza.